# 美川べるのの青春ばくはつ劇場
『美川べるのの青春ばくはつ劇場』（みかわべるののせいしゅんばくはつげきじょう）は、美川べるのによる日本の4コマ漫画作品。講談社『別冊フレンド』1995年3月号より2010年3月号まで連載された。単行本は全5巻。また、この項目ではスピンオフ作品『漢式 青春ばくはつ劇場』についても記述する。

## 概要
1993年、『別冊フレンドDX・Juliet』（講談社）掲載の読み切り作品「激情アーティスティック」でデビューし、その後ゲームアンソロジー作品等で活動していた美川にとっての初連載作。1995年の連載開始時、美川は18歳の高校生だった。2010年まで15年間連載を続け、完結時点で『別冊フレンド』の最長寿作品だった。作者いわく「アンケートハガキと読者ページの隙間などに」連載されていた。英語表記は『VERNO'S THEATER 』1、2巻はお笑いコンビのいつもここから、3巻は占星術研究家の鏡リュウジが帯にコメントを寄せている。

### 物語内容
主人公の女子高生・金子麗とその彼氏「部長」の周囲で織りなされる、「青春ばくはつな日々」の日常的なネタを中心に、作者独特のギャグが展開される。形式はオーソドックスな4コマ漫画で、特にストーリーの流れは無い。

## 漢式 青春ばくはつ劇場
ウェブコミック誌『e-manga』vol.10〜vol.49にて連載された。
漢式は「おとこしき」と読む。当初は上記の媒体で発表されたWebコミックであったが、2004年単行本が発売されて紙面化（全3巻）。なお、美川べるのの作品で初めて「最終巻」が発刊された作品。なお、他に完結したWebコミックとしては『超空転神トランセイザー』（全3巻）などがある。

### 概要
4コマ作品の『美川べるのの青春ばくはつ劇場 』と世界観・登場人物などを共有するが、こちらはストーリー形式のショートコミックである。少女漫画雑誌である『別冊フレンド』の連載とは趣きが大きく違い、幅広いパロディやシュールな展開、怒濤のように挿入される下ネタやBL、美少女ゲームなどのオタクネタなど、ハイテンションな進行に特色がある。基本ストーリーは主人公の属する組織が様々な依頼を受けていくという形で、『ストレンジ・プラス』に近いが、突然バトル系ストーリーに転向したり、漫画のメタ的要素をネタにしたり、よりナンセンスではっちゃけた内容になっている。
ジャンルは「バトル系ギャグ」とされている。第3巻は『超空転神トランセイザー』1巻と同時発売され、生協の白石さんこと白石昌則氏がそれぞれの帯にコメントを寄せた。

### あらすじ
県立T高校には生徒の恋愛を応援する地下組織・「恋愛雑用部」（通称・ラ部）が存在した。彼らは表向き漫画研究会として活動しながら、恋に悩む依頼人たちをあの手この手で手助けする。彼らの使命は「学校内をLOVEで満たすこと」。
基本的にはラ部に依頼人がやってきて一話完結式にストーリーが展開されるが、その限りではなく、19〜23ばくはつ（話）は「学園戦争編」として、バトル系ストーリーが展開。その他学校行事ネタ、ラ部VS他の組織（裏恋愛雑用部、他の特殊活動倶楽部、ボーイズラ部、ナンパンジャー等）、シュールな楽屋ネタなどバラエティに富む。

## 登場人物

### メイン登場人物
金子麗（かねこ れい）
主人公。156cm。高校2年生。部長にメロメロ。正義漢にあふれた性格で気が強く、自由奔放に生きているが、そのせいでロクな目に遭わないこともある。怪力の持ち主でもあり、何かと物事を力技で解決を図ったり、体力勝負で横着をしようとしたりするため、かえって無駄な労力を割くことが多々ある。初期設定では弟がいたようだが全く登場せず、代わりに3巻でヴィジュアル系の兄が登場した。ストーカーに好かれるタイプ。食い意地が張っている。最終回では20代半ばまで部長と交際を続け、プロポーズを受けて結婚したことが描かれた。
「漢式」では部長を追いかけて漫研（恋愛雑用部）に所属。
部長（ぶちょう）
麗の彼氏。181cm。高校3年生。初期設定では漫研部長で、部の後輩の麗と交際を始めたとされていたが、後に漫研の設定はほぼ登場しなくなり、「何故部長と呼ばれているのか謎」とまで言われるようになった。ただし『漢式』では恋愛雑用部（ラ部）の部長であり、実質的な主人公として活躍している。甘党で手先が器用。小動物やぬいぐるみなどファンシーな物を好み、プレゼントに兜をもらって喜んだり、麗から「着ぐるみが一番似合う」と評されるなどファッションセンスも独特。女装も難なくこなす。UFOの召喚や飛行・魔法など、超能力を持っているかのような行動を突然取り、経済界要人や裏社会と繋がりがあるかのような描写があるなど、謎の多い人物。
カラーでも白黒でも、髪色が一定しない。番外編にてフルネームは「矢追直美（やおい なおみ）」として登場しているが、結局謎で通そうとしているときもある。『漢式』では本名不明とされているため真偽は謎。柔和な顔立ちで、性格は基本的に穏やかだが、天然かつ腹黒だったり、突然エキセントリックになったりと、感情の起伏が激しい。「漢式」では振り幅がより顕著である。
土呂井（とろい）
部長の友人。185cm。
4コマ番外編ではフルネームが土呂井数馬（とろい かずま）、『漢式』では土呂井志郎（とろい しろう）となっている。全身ピアスだらけでいかつい容貌だが、至って常識人で、ツッコミ役。肉体派。4コマ初期ではドレッドロックスだが、現在は短髪である。アトリエシリーズではユーディーが好き。
『漢式』では漫研（恋愛雑用部）に所属。乙女座。ちなみに『漢式』で悠仁が女装した際、カップルになってしまった。その後は不明。
悠仁（ゆうじん）
部長の友人。171cm。
4コマ番外編ではフルネームが桜井悠仁（さくらい ゆうじん）、『漢式』では悠仁宏明（ゆうじん ひろあき）となっている。『漢式』では影が薄い脇役扱いを受けていることもあるが、手慣れた女装姿を披露するなどの場面もある。実家は大金持ちであり、オフィスビルの全照明を操作する事も可能。『漢式』にて土呂井とカップルになっているが、その後どうなったかは不明。
『漢式』では漫研（恋愛雑用部）に所属。劇中で神に一度殺害されているが、神の命を分けてもらうことで蘇った（が、さほど重要な設定ではない）。
雨宮霧子（あまみや きりこ）
麗の友人。165cm。
4コマでは「雨宮ちゃん」とだけ紹介されており、フルネームは『漢式』で明らかになった。性格は冷静で男まさり。
『漢式』では漫研（恋愛雑用部）に所属。ただし、その方面の趣味を持っているのかは不明。クールなつっこみ役を担うが、活躍する場面はあまり無い。
先生
本名不明。25歳。176cm。
唯一レギュラー登場する教師で、麗のクラスの担任。常に和装で眼鏡。チョーク投げを得意とし、鉄拳制裁も辞さない武闘派だが、麗のおちょくりを始めクラスの面々の奔放な行動に手を焼かされている。
『漢式』では漫研（恋愛雑用部）顧問。

### 漢式 青春ばくはつ劇場のみに登場する人物
原則として、登場した組織・ストーリー上重要な人物・メインキャラと関わりのある人物を中心に抜粋する。

#### 漫研（恋愛雑用部）員
鈴木礼央（すずき れお）
1年生新入部員。片思いしていた先輩に恋人を作ったラ部を一方的に恨み、復讐するため漫研に入部。漫画やオタク趣味のことはよく知らない。
髪がツートンカラーである。新入生歓迎会で股間に中華料理を次々と詰められた。
女顔の太田君（おんながおのおおたくん）
長髪・眼鏡のオタク青年だが、眼鏡を取ると女性のような可愛らしい顔立ちをしている。ラ部ヒミツ道具の一つ。
エンジェル斉藤（エンジェルさいとう）
自称愛のキューピッド。若者たちの縁結びをしているラ部に共感する。ただのオッサンだが本人は天使のつもりである。
流星夫（ながれ ほしお）
ナンパンジャー隊長。第8ばくはつ「ナンパ戦士登場」の最終頁にて新入部員として紹介され、以降全く登場しないが、新入生歓迎会の席ではちゃんと同席している。

#### 学園戦争編
演劇部の圭子
演劇部部員にしてコスプレイヤー。「復讐の塔」の1階で土呂井・部長と勝負した。最終戦「シリーズ最終回どっちがらしく盛り上げれるか大演出大会」では司会を担当。
マイコン研究会
「復讐の塔」の2階で漫研とオリジナルのカードバトルで勝負した。5名在籍しているが、紅一点・舞子（まいこ）以外の名前は不明。部長は最終戦「シリーズ最終回どっちがらしく盛り上げれるか大演出大会」で解説を担当。
台場健二（だいば けんじ）
野球部部長。「復讐の塔」の3階で運動部全員を代表して漫研とバトルロイヤル野球で勝負した。
氏家公太郎（うじいえ こうたろう）
生徒会長。学校内資金争奪大会にて漫研に復讐するため「復讐の塔」を建設し、最終戦「シリーズ最終回どっちがらしく盛り上げれるか大演出大会」で勝負した。

#### 特殊活動部
T高校内には、恋愛雑用部の他にもさまざまな特殊活動部が存在し、日々鎬を削っている。恋愛雑用部はジャンル「学園ドタバタギャグ」の担当である。
学園探偵倶楽部
担当ジャンル「殺人推理もの」。部長は炎図（ほむず）。『金田一少年の事件簿』と演出・造形ラインが似ている。
部内活動恋愛部
担当ジャンル「少女漫画」。
クラブ・ザ・エスパー
担当ジャンル「サイキック学園もの」。MVPを獲得している部活の一つ。
バンカラ漢倶楽部（バンカラおとこくらぶ）
担当ジャンル「ガチンコ格闘もの」。MVPを獲得している部活の一つ。

##### ボーイズラ部
男女の恋愛を応援するラ部と対をなす。担当ジャンル「ボーイズラブ」。部長の井尻攻彦曰く、この現代にただ一つ生き残った美しきファンタジー。学園全てのボーイズラブ化を企てていた。設立から日が浅いが、昨年度の全国高校生級OH＝TANVI杯では銀のトコロテン賞を受賞した実力を誇る。
井尻攻彦（いじり せめひこ）
「ボーイズラ部」部長。ボーイズラブ作品によく見られる絵柄のラインの容貌をしている。誘とはカップルである。人物紹介ワクでは名前の後ろに（攻）とある。
受股誘（うけまた さそう）
「ボーイズラ部」書記。嫉妬深い。ボーイズラブ作品によく見られる絵柄の受けキャララインの容貌をしている。人物紹介ワクでは名前の後ろに（受）とある。
氷堂（ひどう）
「ボーイズラ部」顧問。銀縁眼鏡に白衣。攻め顔である。龍王院の入部試験を実施した。
龍王院神矢（りゅうおういん しんや）
「ボーイズラ部」入部希望者。一度攻彦に入部を断られ、ラ部に助太刀を依頼した。
財政界で一番の力を持つ「龍王院コンツェルン」の御曹司であり、色素が薄く銀に近いブロンドのロングヘア。成績優秀でスポーツ万能、英国貴族の流れを汲み左右の虹彩の色が違うオッドアイである。このように「BLでよくある人物設定」を満たしているが、美形ではない。

##### その他
ナンパンジャー
恋愛は遊びであるとして純愛を否定し、ラ部と対立。隊長は流星夫。戦隊モノのように各人のカラーも決められており、ナンパレッド・熱血力押しの丈、ナンパブルー・クールガイ結城ほか、5名在籍している。
裏恋愛雑用部
ラ部の活動不振により、縁結びの能力をテストするため校長から遣わされた。ラ部の面々の色違いキャラ達である。
全校美少年保存委員会
校内の男子生徒をランキングし、ナンバーワンの男子を保護し親衛する。亞里須（ありす）・麻梨萌（まりも）・久留美（くるみ）の女子3名から構成される。現在のナンバーワンである三田村貴史に好意を寄せる女生徒からの依頼で、ラ部と対立する。

#### その他・依頼人など
柊涼子（ひいらぎ りょうこ）
自称「正統派ヒロイン」で「萌えの鬼軍曹」。美少女ゲームのメインヒロインを思わせるデザインの容貌をしており、「ヒロインの鬼」を自負する。メタフィクション的発言をしばしばする。作者が番外編を書きたいキャラとしてあげた。
伊藤雅史（いとう まさし）
彼氏のいる女性を好きになってしまい、ラ部に協力を依頼した。小生意気なギャル・小池千春（こいけ ちはる）を想い人にしている辺り、マゾヒストの気がある。千春をかけて彼氏の永井一也（ながい かずや）と障害物（『風雲!たけし城』に酷似した）レースで勝負する。
湾田リカ（わんだ リカ）
「究極の妹キャラ」を目指し、対となる「最高のお兄ちゃん」を探して旅する少女。見た目は大嶋優木の造形ラインに似た、小学生くらいの少女だが、実は留年して高校3年生の20歳。高校の制服にニーソックス、いちごの髪飾りをしている。「淫行も合法! 向かうところ敵なしの妹です」が売り文句。お兄ちゃん候補との縁結びにラ部が協力した。ただし、年上はあまり好みではない。
戸川正男（とがわ まさお）
リカの対となる至高のお兄ちゃんキャラ候補としてラ部に目を付けられた男子生徒。前編では2年生だが、後編のあらすじでは3年生と紹介されている。「空から美少女が降ってこないかなー」などと考えてしまう夢見がちな17歳。趣味はパソコン。前髪で目を隠す、美少女ゲームの主人公にありがちなデザインの容貌（いわゆる「目無し」）をしている。『シスタープリンセス』のファンと思われる描写がある。飯島友季（いいじま ゆき）という親友がいる。
古賀さん（こがさん）
地味だが気が強く意地っ張りな文系の少女。眼鏡っ娘でお下げ髪をしている。あこがれの小河くんに振り向いてもらうため文化祭のミスコンに出場し、ラ部の協力を得てクラスのマドンナ最音寺さんなどの美女たちと闘う。オタクである。
島谷有希（しまたに ゆき）
鈴木礼央の先輩で、想い人。ラ部の依頼人ナンバー51番。告白を手伝ってもらい、陽司とカップルになれた。
沖陽司（おき ようじ）
3年H組。有希の彼氏。ぶっきらぼうで金や女にだらしないが、老人の荷物を持ってあげるなど根は親切で、有希のことを大切に想っている。

## その他
- 単行本にはそれぞれ取材レポートコミックが収録されるが、ツチノコを探したり、ダウジングで宝探しをしたりと、毎度奇怪な取材を敢行している。中でもツチノコは2度に渡って取材に行っており、単行本で「ツチノコ係」への情報提供を募集している。
- 単行本1、2巻の裏表紙に抜粋されている作品は作者がサンプルとして自薦したベストセレクションの1位、2位である。3〜5位は『戦場のハピィ・ライフ』巻末に収録されている。
- 単行本1、2巻は同時発売だったため、装丁がよく似ている。3巻では全く統一されていない（タイトルロゴまで違う）。
- 単行本のカバーを外すと非常に恥ずかしいイラストが現れる。
- 初期から『戦場のハピィ・ライフ』のキャラクターが時折モブとして登場する。3巻でクロスオーバーした作品も収録。

## 単行本

### 『美川べるのの青春ばくはつ劇場 』
KCDX より全5巻（講談社）
1. 第1巻 2003年7月11日 初版
2. 第2巻 2003年7月11日 初版（同時発売）
3. 第3巻 2006年7月13日 初版
4. 第4巻 2009年6月25日 初版
5. 第5巻 2010年6月11日 初版

なお、第3巻には『戦場のハピィ・ライフ』休載に伴い、単行本未収録分も収録されている。

### 『漢式 青春ばくはつ劇場 』
e-mangaニコニコKCDX より全3巻。（講談社）
1. 第1巻 2004年6月23日 初版
2. 第2巻 2005年6月23日 初版
3. 第3巻 2006年3月23日 初版